# Johann Nepomuk Kobinger
Johann Nepomuk Kobinger (10. května1820 Český Krumlov – 15. srpna 1896 Český Krumlov) byl rakouský obchodník a politik německé národnosti z Čech, poslanec Českého zemského sněmu a starosta Českého Krumlova.

## Biografie
Působil jako obchodník v Českém Krumlově. Měšťanem se stal roku 1846. Byl členem městské rady a od roku 1870 zastával post starosty Českého Krumlova. Od roku 1872 byl též okresním starostou.
V 70. letech se zapojil i do vysoké politiky. V zemských volbách v roce 1870 byl zvolen na Český zemský sněm, kde zastupoval kurii městskou, obvod Krumlov, Kaplice, Nové Hrady, Vyšší Brod. Mandát zde obhájil v zemských volbách v roce 1872. Patřil mezi kandidáty německé liberální Ústavní strany.
Zemřel v srpnu 1896.